# Saruma
Saruma, monotipski biljni rod iz porodice kopitnjakovki (Aristolochiaceae), kineski je endem iz provincija Gansu, Guizhou, Hubei, Jiangxi, Shaanxi i Sichuan
S. henryi je zeljasta trajnica nalik đumbiru. Naraste do preko 60 cm visine (dvije stope). I stabljika i listovi gusto su dlakavi. Listovi su srcolikog oblika i šire se vodoravno u svim smjerovima, kada se nagnječe postaju mirisavi. Cvjetovi od 2,5 cm (1 inča) su blijedožute boje, imaju tri latice i rađaju se na vrhovima svake stabljike u proljeće i povremeno do kraja ljeta.
Ova je biljka po izgledu lišća donekle slična “divljem đumbiru” (Asarum) porijeklom iz Sjeverne Amerike, Europe i Azije (Saruma je anagram od Asarum), ali se razlikuje po tome što je malo veća, uspravnija i ima upadljive neskrivene cvjetove.
- S. henryi
- S. henryi
- S. henryi